# Oost Gelre
Oost Gelre är en kommun i provinsen Gelderland i Nederländerna. Kommunens totala area är 83,34 km² (där 0,27 km² är vatten) och invånarantalet är på 30 006 invånare (2006).